# Lewis Casson
Lewis Thomas Casson (26 de octubre de 1875–16 de mayo de 1969) fue un actor y director teatral británico, esposo de Dama Sybil Thorndike.

## Biografía
Lewis Casson nació en Birkenhead, Cheshire, y sus padres eran Thomas Casson y Laura Ann. Cuando era joven la familia se trasladó a Denbigh, en Gales, y Casson se educó en la Ruthin School. En 1891 el padre de Casson decidió convertir en negocio su afición a la fabricación de órganos, y la familia se mudó a Londres. Lewis pronto empezó a trabajar en el negocio de su padre. Posteriormente estudió química, y trabajó como profesor en el St Mark's Collage de Chelsea. En 1900 su padre fundó un nuevo negocio de fabricación de órganos, colaborando Lewis en el mismo un período de cuatro años.
Casson siempre había estado interesado en la interpretación, habiendo formado parte en su juventud de producciones teatrales de aficionados. Siguió actuando de modo semiprofesional hasta 1904, cuando dejó el negocio paterno y empezó a trabajar como actor profesional. Se unió al Royal Court Theatre bajo la dirección de Harley Granville-Barker, permaneciendo en el mismo hasta 1908, año en que formó parte de una compañía fundada por Annie Horniman en el Teatro Gaiety de Mánchester, primera compañía teatral de repertorio del país.
El 22 de diciembre de 1908 se casó en Aylesford, Kent, con Sybil Thorndike, que era miembro de la misma compañía. Ambos se unieron al repertorio de Charles Frohman, productor teatral, en Londres. En 1909 Sybil dio nacimiento a su primer hijo, John, y poco después fueron de gira a los Estados Unidos con Frohman. Cuando Casson volvió a Inglaterra se hizo director teatral, trabajando junto a Annie Horniman desde 1911 a 1913. En 1912 tuvo un segundo hijo, Chrisptopher.
Con el inicio de la Primera Guerra Mundial, Casson se unió al Royal Army Service Corps. Posteriormente sirvió en los Royal Engineers alcanzando el empleo de mayor. Fue licenciado en 1917 tras ser herido, y fue recompensado con la Military Cross. Finalizó la guerra como secretario del Chemical Warfare Committee. Como consecuencia de ello le apesadumbraba haber colaborado a la fabricación de gases venenosos. Durante la guerra nacieron sus otros dos hijos, Mary en 1914 y Ann en 1915.
Tras la guerra Casson retomó su carrera de director teatral. En ese momento la fama como actriz de su esposa era amplia, y Casson se dedicó a apoyarla en su carrera. Dirigió a Sybil en la obra Saint Joan, que George Bernard Shaw había escrito pensando en ella. También dirigió Las troyanas y Medea, escritas por Eurípides y traducidas por Gilbert Murray. También dirigió Enrique VIII en 1925 y Macbeth en 1926. Lewis y Sybil hicieron una gira por Sudáfrica en 1928, y por Oriente Medio, Australia y Nueva Zelanda en 1932. En 1938 Casson produjo Enrique V para Ivor Novello En 1939 dirigió una gira de la compañía Old Vic por el Mediterráneo, y en 1940 dirigió a Laurence Olivier en Coriolano, y a John Gielgud en El rey Lear.
Durante la Segunda Guerra Mundial Casson organizó tours de la Old Vic al sur de Gales. 
Casson fue presidente del Equity Association (sindicato de actores) entre 1941 y 1945, y fue nombrado caballero en 1945. En 1947 tuvo un gran éxito con el papel principal de la obra de J. B. Priestley The Linden Tree. En 1959 Lewis y Sybil celebraron el aniversario de boda actuando juntos en la pieza de Clemence Dane, especialmente escrita para ellos, Eighty in the Shade.
Además de todo ello Casson tomó parte de varios tours internacionales junto a su esposa, y siguió trabajando hasta 1968, teniendo lugar su última actuación en Night Must Fall, de Emlyn Williams. Falleció en Londres en 1969.